# Henri Lucien Jumelle
Henri Lucien Jumelle (Dreux, 1866 – Marsiglia, 1935) è stato un botanico francese.

## Alcune opere
- 1900. Plantes alimentaires: (Pt. 1 of Les Cultures Coloniales). Ed. J.B. Baillière & fils. 130 pp.
- 1900. Plantes industrielles & médicinales: (Pt.2 de Les Cultures Coloniales). Ed. J.B. Baillière & fils. 360 pp.
- 1903. Plantes a cautchouc et a gutta. París : Augustin Challamel. 542 pp. Reimprimió BiblioBazaar, LLC, 2009. 194 pp. ISBN 111301881X
- 1907. Exposition coloniale de Marseille 1906: Les ressources agricoles et forestières des colonies françaises. Ed. Barlatier. 592 pp.
- 1908. Sur quelques plantes utiles ou intéressantes du nord-ouest de Madagascar. Ed. Musée colonial. 47 pp.
- 1910. Fragments biologiques de la flore de Madagascar (Dioscorea, Adansonia, Coffea, ecc.) Ed. Institut colonial. 96 pp.
- 1913. Les cultures coloniales. Ed. J.B. Ballière & fils. 360 pp.
- 1916. Catalogue descriptif des collections botaniques du Musée Colonial de Marseille, Afrique Occidentale FranÇaise. Ed. Musée Colonial. 93 pp.
- 1921. Les huiles végétales: Origines. Procédés de préparation. Caractères et emplois. Ed. J.-B. Baillière et fils, París. Reipreso Adamant Media Corp. 2005. 500 pp. ISBN 0-543-73331-9
- 1924. Légumes et fruits: (Pt.2 of Les Cultures Coloniales). Bibliothèque coloniale. Ed. J.B. Baillière & fils. 122 pp.

## Riconoscimenti
I generi Jumellea Schltr. (Orchidaceae) e Jumelleanthus Hochr. (Malvaceae) sono dedicati al suo nome.